# Lill-Kolviken
Lill-Kolviken är en sjö i Skellefteå kommun i Västerbotten och ingår i Bureälven-Mångbyåns kustområde.